# Ucraïnesos de Romania
Els ucraïnesos (ucraïnès: Українці, en romanès: Ucraineni) són la tercera minoria ètnica més gran de Romania. Segons el cens romanès de 2011, són 51.703 persones, cosa que representa el 0,3% de la població total. Els ucraïnesos afirmen que el nombre és realment de 250.000 a 300.000. Viuen principalment al nord de Romania, a zones properes a la frontera ucraïnesa. Més del 60% de tots els ucraïnesos romanesos viuen al comtat de Maramureș (31.234), on representen el 6,77% de la població.
També es troben poblacions considerables d’ucraïnesos al comtat de Suceava (5.698 persones), al comtat de Timiș (5.953), al comtat de Caraș-Severin (2.600), al comtat de Satu Mare (1.397), al comtat de Tulcea (1.317) i al comtat d’Arad (1.295). Els ucraïnesos constitueixen una majoria a set comunes del comtat de Maramureș (Bistra, Bocicoiu Mare, Poienile de sub Munte, Remeți, Repedea, Rona de Sus i Ruscova) i tres al comtat de Suceava (Bălcăuți, Izvoarele Sucevei i Ulma) com a Știuca, Timiș i Copăcele, Caraș-Severin.
Segons el cens del 2002, el 79% dels ucraïnesos eren ortodoxos orientals, organitzats en el vicariat ortodox ucraïnès Sighetu Marmației; 10% pentecostal; Un 2,8% greco-catòlic, organitzat en el vicariat grec-catòlic ucraïnès Rădăuți; 2,1% adventista del setè dia; Un 1,2% dels ortodoxos lipovans i un 2,9% van declarar pertànyer a "una altra religió".
Un segon grup d'ucraïnesos a Romania viu a la regió de la Dobruja, al delta del Danubi. Es tracta de descendents de cosacs zaporoges que van fugir del govern rus al segle xviii. El 1830 comptaven amb 1.095 famílies. Al llarg dels anys, se'ls va unir altres camperols que fugien de la servitud a l'Imperi rus. El 1992, els seus descendents comptaven amb quatre mil persones segons les estadístiques oficials romaneses mentre que la comunitat local afirma que són 20.000. Coneguts com a Rusnaks, continuen seguint el tradicional estil de vida cosac de caça i pesca.
Altres ucraïnesos van seguir la política de romanització després del col·lapse d'Àustria-Hongria sobre tota la Bucovina i la renúncia de l'Imperi rus sobre Bessaràbia el 1918; les polítiques de romanització van comportar el tancament de les escoles públiques ucraïneses (totes aquestes escoles es van tancar fins al 1928) i la supressió de la majoria de les institucions culturals ucraïneses (rutenes). El mateix terme "ucraïnesos" estava prohibit de l'ús oficial i alguns romanesos d'ètnia ucraïnesa se'ls deia que eren "ciutadans de Romania que van oblidar la seva llengua materna" i es van veure obligats a canviar els seus cognoms per uns que sonessin més romanès. Entre els romanitzats hi havia descendents de romanesos assimilats a la societat ucraïnesa en el passat.
Com a minoria ètnica reconeguda oficialment, els ucraïnesos tenen un escó reservat a la Cambra de Diputats de Romania. Ștefan Tcaciuc va ocupar l'escó des de 1990 fins a la seva mort el 2005, quan va ser substituït per Ștefan Buciuta.
Després del 1989, un nombre important de ciutadans ucraïnesos (inclosos els romanesos d'ètnia ucraïnesa) van començar a emigrar a Romania (estudiants, treballadors migrants, empresaris, refugiats). A partir de 2019, hi ha almenys 18.000 persones d'origen ucraïnès que viuen a Romania, la majoria d'elles a grans ciutats, com Bucarest, Cluj-Napoca o Timișoara.